# Бук червонолистий (2 екз.)
Бук червоноли́стий (2 екз.) — ботанічна пам'ятка природи місцевого значення в Україні. Розташована в межах міста Дрогобича Львівської області, на вулиці І. Франка, 32 (біля головного корпусу музею «Дрогобиччина»).
Площа 0,02 га. Статус надано 1984 року. Перебуває у віданні музею «Дрогобиччина».
Статус надано з метою збереження двох екземплярів вікових буків лісових червонолистої форми.
3 березня 2017 року одне з дерев було зрізано.
19 вересня 2022 року зрізали і друге дерево, оскільки воно всохло.

## Галерея

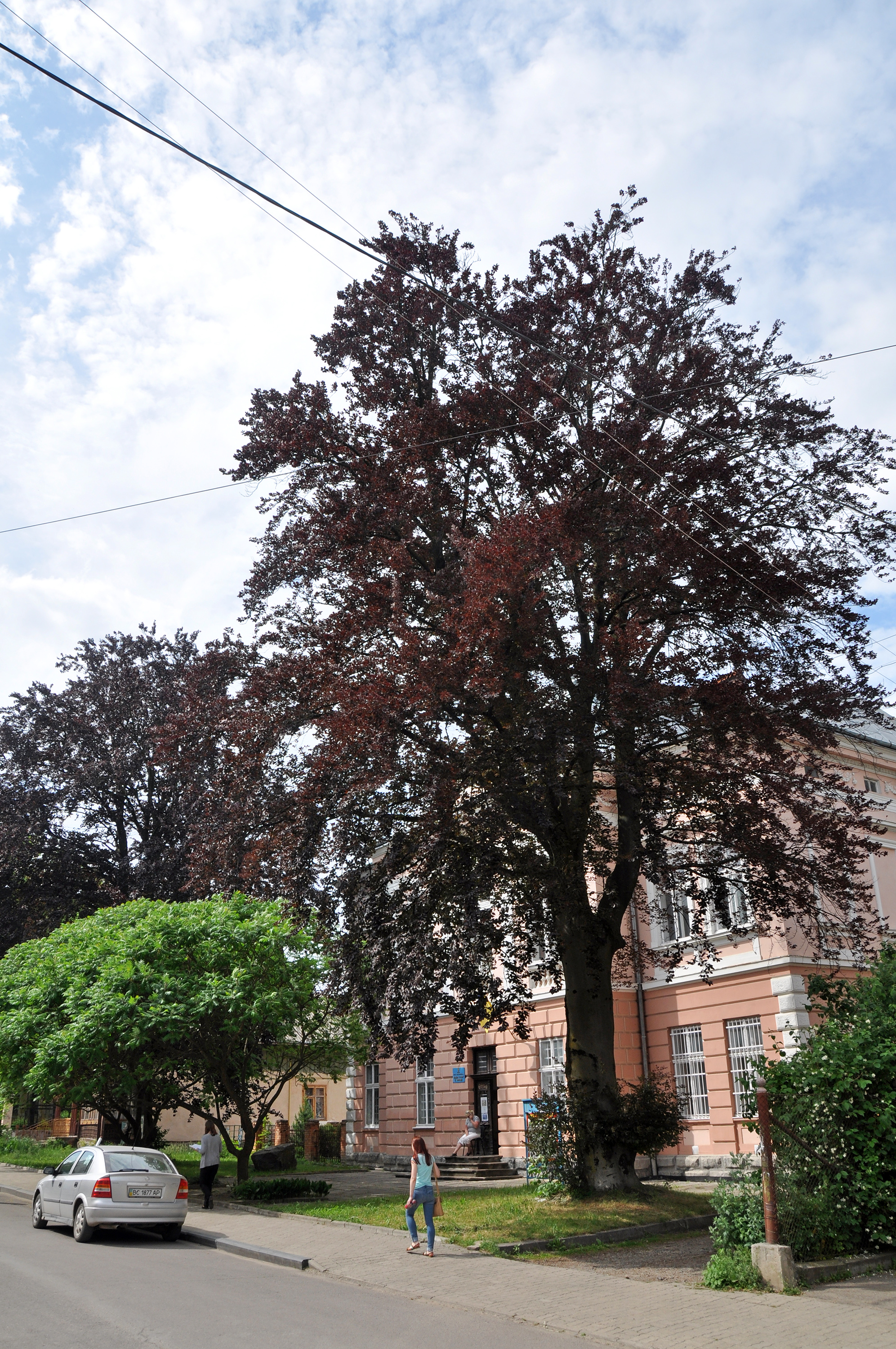
Червонолисті буки біля музею «Дрогобиччина»
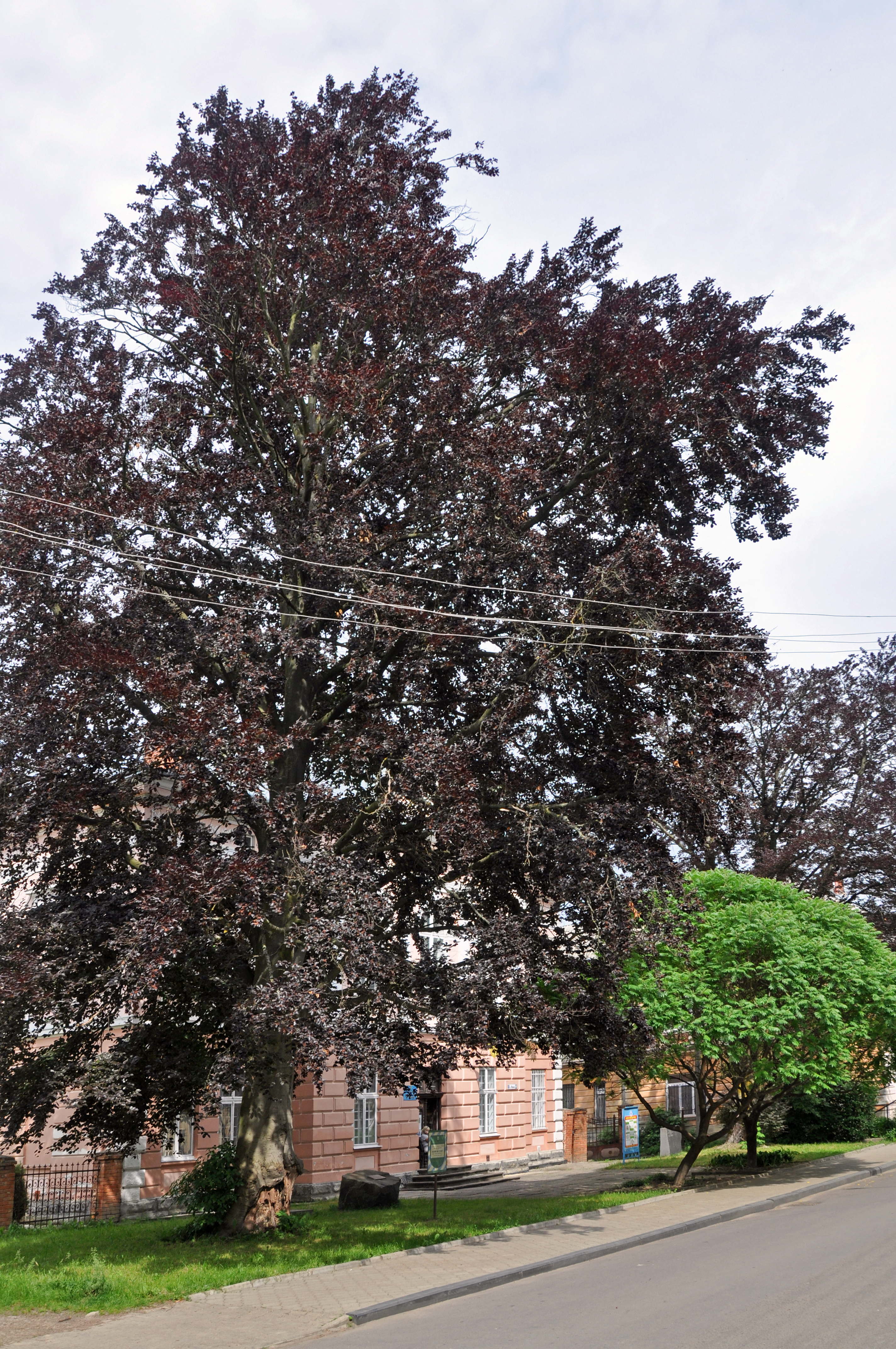
Червонолисті буки на вулиці І. Франка
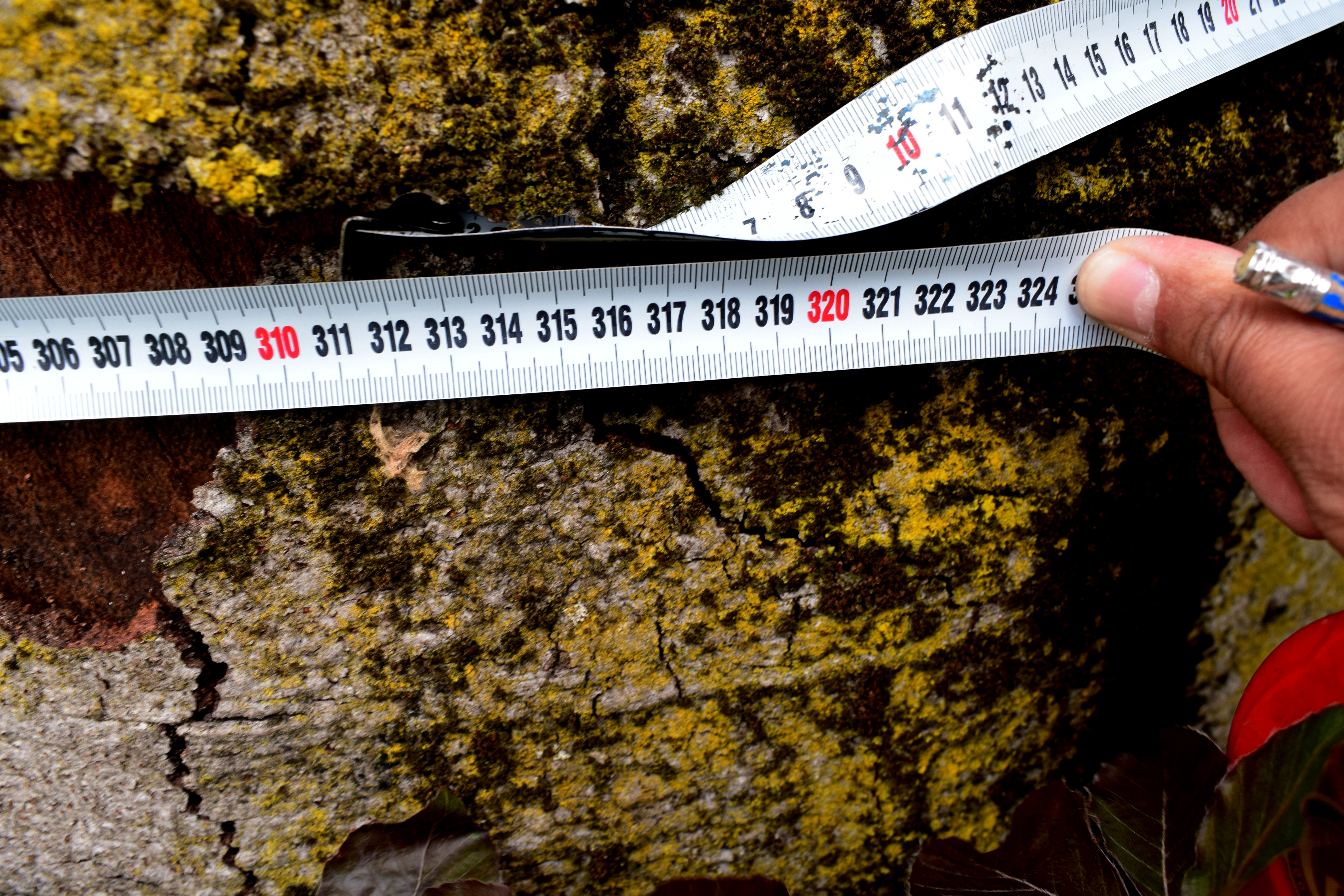
Обхват буку, що залишився